# Ravensberg (Oerlinghausen)
Der Ravensberg ist ein 304,4 m ü. NHN hoher Berg im Östlichen Teutoburger Wald östlich von Oerlinghausen im nordrhein-westfälischen Kreis Lippe.

## Geographie
Der Ravensberg liegt im Naturschutzgebiet „Östlicher Teutoburger Wald“. Im Norden liegen der Mämerisch (310,2 m), die Hunneckenkammer (325,7 m) und der Tönsberg (336,9 m). Im Osten erheben sich die Stapelager Berge (364,2 m), im Süden befindet sich die Wistinghauser Senne, und im Westen liegt die Stadt Oerlinghausen mit dem Barkhauser Berg (293 m).

## Hinweis
Der Berg ist nicht zu verwechseln mit dem Ravensberg bei Borgholzhausen, der ebenfalls im Teutoburger Wald liegt.